# معينة المتصل
مُعينة المتصل أو تحديد هوية المتصل (بالإنجليزية: Caller ID ) هي خدمة هاتفية متاحة في أنظمة الهاتف التناظرية والرقمية بما في ذلك الصوت بروتوكول الإنترنت(VoIP) ، الذي ينقل رقم هاتف المتصل إلى جهاز الهاتف الخاص بالطرف المتصَّل به عند إعداد المكالمة.